# Avatha chinensis
Avatha chinensis är en fjärilsart som beskrevs av W. Warren 1913. Avatha chinensis ingår i släktet Avatha och familjen nattflyn. Inga underarter finns listade i Catalogue of Life.

## Bildgalleri

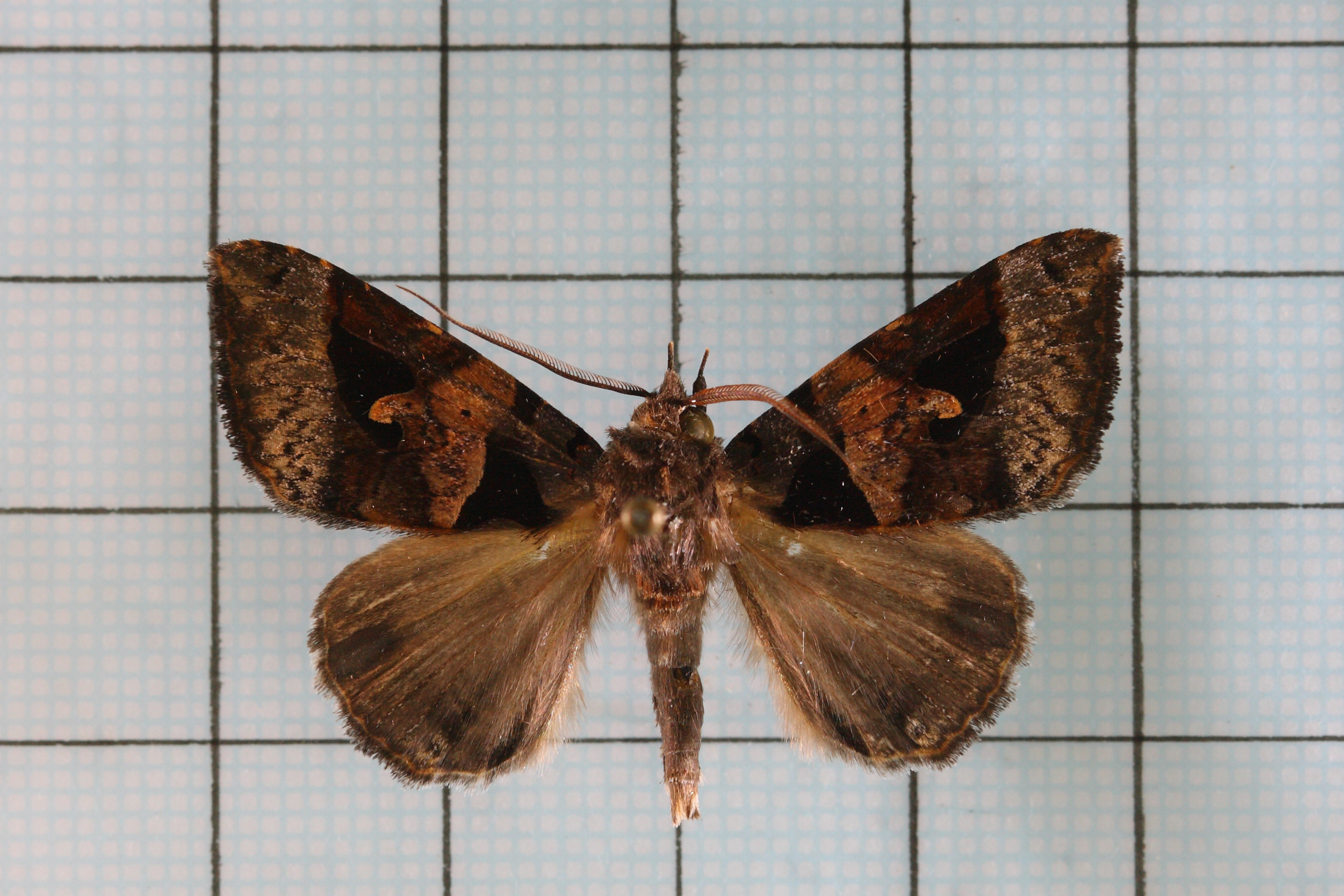